# 雷卡纳蒂
雷卡纳蒂（義大利語：Recanati），是意大利马切拉塔省的一个市镇。总面积102平方公里，人口21728人，人口密度213.0人/平方公里（2009年）。ISTAT代码为043044。